# Antony Balch
Antony Balch (10. září 1937 Londýn – 6. dubna 1980 tamtéž) byl anglický filmový režisér a distributor. Počátkem šedesátých let krátce žil ve Francii, kde vyhledával francouzské filmy pro případnou distribuci ve Spojeném království. V Paříži se seznámil se spisovatelem Williamem S. Burroughsem. Později spolu vytvořili několik krátkých experimentálních filmů, jako Towers Open Fire, The Cut Ups a Bill and Tony. Později, již bez Burroughse, natočil dva celovečerní filmy Secrets of Sex (1970) a Horror Hospital (1973). V šedesátých a sedmdesátých letech vedl kina v Londýně a působil jako distributor filmů, soustředil se převážně na artové, hororové a exploatační filmy; uvedl například snímky Invocation of My Demon Brother (1969), The Corpse Grinders (1971), Léčba šokem (1973) a Supervixens (1975). V roce 1978 mu byl diagnostikován karcinom žaludku. Zemřel v roce 1980 ve věku 42 let.